# Tenente Laurentino Cruz
Tenente Laurentino Cruz is een gemeente in de Braziliaanse deelstaat Rio Grande do Norte. De gemeente telt 7.369 inwoners (schatting 2009).
De gemeente grenst aan Florânia, Santana do Matos en São Vicente.